# Kötz
Pour les articles homonymes, voir Kötz (homonymie).
Kötz est une commune de Bavière (Allemagne), située dans l'arrondissement de Guntzbourg, dans le district de Souabe.